# Runga flora
Runga flora är en spindelart som beskrevs av Forster 1990. Runga flora ingår i släktet Runga och familjen Synotaxidae. Inga underarter finns listade i Catalogue of Life.